# Kyrtolitha roseata
Kyrtolitha roseata là một loài bướm đêm trong họ Geometridae.